# Kirche der Versammlung aller serbischen Heiligen (Potočari)
Die Kirche der Versammlung aller serbischen Heiligen  (serbisch: Црква Сабора свих српских Светитеља, Crkva Sabora svih srpskih Svetitelja) im zum Brčko-Distrikt gehörenden Dorf Potočari ist eine Serbisch-orthodoxe Pfarrkirche im nordöstlichen Bosnien und Herzegowina.
Die von 2001 bis 2004 erbaute Kirche ist der Versammlung aller serbischen Heiligen und Märtyrer geweiht. Sie ist die Pfarrkirche der Pfarrei Potočari-Brezik im Dekanat Brčko der Eparchie Zvornik-Tuzla der Serbisch-Orthodoxen Kirche.

## Lage
Die Kirche steht im Norden von Potočari an der Hauptstraße des Dorfes. Das um die 1000 Einwohner zählende Dorf liegt etwa 8 km südlich von Brčko, dem Zentrum dieses Sonderverwaltungsgebietes, das keiner der zwei Entitäten (Föderation Bosnien und Herzegowina und Republika Srpska) des südosteuropäischen Landes angehört.
Das Gotteshaus steht im umzäunten Kirchhof. Neben der Kirche stehen dort auch das Pfarrhaus der Pfarrei sowie Denkmäler für die Opfer des Zweiten Weltkrieges und des Bosnienkrieges. Unweit der Kirche fließt das Flüsschen Blizna durch den Ort.
In Potočari steht neben der Pfarrkirche auch eine kleine Friedhofskirche, geweiht dem Hl. Apostel und Evangelisten Markus auf dem örtlichen serbisch-orthodoxen Friedhof.

## Geschichte
Die Pfarrei Potočari-Brezik besteht aus Teilen der Dörfer Potočari und Stanovi und des Dorfes Brezik (Gornji Brezik). Der Kirchenbau begann im Mai 2001 nach einem Projektentwurf des Architektenbüro „Astra Plan“ aus Brčko, die Hauptarchitektin war Jarmila Kalko. Im selben Jahr wurden die Kirchenfundamente am 15. Juli vom Bischof der Eparchie Zvornik-Tuzla, Vasilije, geweiht. Pate der Kirchenfundamente war Veselin Panić aus Brčko.
Nach rund dreijähriger Bauzeit wurde der Kirchenbau 2004 beendet. Am 18. Juli 2004 wurde das Gotteshaus von Bischof Vasilije feierlich eingeweiht. Die Patin der Kirche war Branka Zimonjić.
Die Pfarrei- und Kirchenbücher werden seit 2006 geführt. Derzeitiger Pfarrpriester der Pfarrei ist der Erzpriester Aleksandar Mihajlović.
Am 12. September 2019, dem Feiertag (Slava) aller serbischen Heiligen, hielt Bischof  Fotije persönlich die heilige Liturgie mit mehreren Geistlichen und vielen Gläubigen ab.

## Architektur
Die Dimensionen der Kirche messen 21 × 8,4 Meter.
Die einschiffige Kreuzkuppelkirche besteht aus einem Narthex, mitsamt dem Hauptkircheneingang und dem säulengestützten Eingangsportal, über dem sich ein hoher Kirchturm mit einer Rundkuppel erhebt im Westen, einem Naos in dessen Mitte sich an der Nord- und Südfassade kleine Seitenkonchen aus dem Kirchenschiff absetzen und einer im Inneren halbrunden von außen mehrseitigen Altar-Apsis im Osten.
Die Grundform der Kirche ist ein griechisches Kreuz. Über der Mitte des Kirchenschiffes bei der Kreuzung der Seitenarme erhebt sich auf einem Tambour ruhend eine große Rundkuppel.
Das Gotteshaus besitzt an der West-, Nord- und Südseite Eingänge, wobei der Westeingang den wichtigsten darstellt, sowie mehrere Kirchenkreuze.
Die Kirche besitzt typisch für orthodoxe Kirchen eine Ikonostase mit Ikonen.
Die reich verzierte aus Eichenholz geschnitzte Ikonostase wurde von Dragan Petrović aus der serbischen Hauptstadt Belgrad angefertigt. Die Ikonen auf der Ikonostase wurden vom bekannten Ikonenmaler Petar Bilić ebenfalls aus Belgrad in byzantinischer Manier gemalt. Die Bemalung des Kircheninneren mit künstlerisch wertvollen Fresken und Wandmalereien, ebenfalls im byzantinischen Stil gehalten, wurde 2014 von Goran Pešić aus der zentralserbischen Stadt Čačak fertiggestellt.